# Metro de Múnich
El Metro de Múnich (en alemán U-Bahn München) es el sistema de transporte ferroviario metropolitano, metro, de la ciudad de Múnich. Es el tercer sistema de transporte metropolitano por extensión en Alemania, después de los metros de Berlín y Hamburgo.
Junto con el tren de cercanías (S-Bahn de Múnich) conforma una densa red urbana de transporte que facilita los desplazamientos por la capital bávara. El U-bahn, junto con los tranvías y autobuses son gestionados por la Münchner Verkehrsgesellschaft (MVG) o Sociedad de Transportes de Múnich. La Münchner Verkehrs- und Tarifverbund (MVV) engloba todos los servicios de transportes de Múnich, esto hace que el viaje sea de título unificado.
Fue inaugurado en 1971 con el objetivo de dotar a la ciudad de un sistema de transporte moderno y eficiente de cara a los Juegos Olímpicos de 1972. En octubre de 2006 contaba con seis líneas, 100 estaciones y 103,1 km de longitud.

## Líneas
| Línea | Trayecto                                         | Inauguración | Longitud (km) | Estaciones |
| U1    | Olympia-Einkaufszentrum - Mangfallplatz          | 1983         | 12,2          | 15         |
| U2    | Feldmoching - Messestadt Ost                     | 1980         | 24,0          | 27         |
| U3    | Moosach - Fürstenried West                       | 1972         | 21,4          | 25         |
| U4    | Westendstraße - Arabellapark                     | 1988         | 9,3           | 13         |
| U5    | Laimer Platz - Neuperlach Süd                    | 1984         | 15,4          | 18         |
| U6    | Garching-Forschungszentrum - Klinikum Großhadern | 1971         | 27,4          | 26         |

Para obtener la longitud total y el número exacto de estaciones hay que tener en cuenta que algunas líneas tienen parte de su recorrido en común:
- en común 4 estaciones y 2,8 km
- en común 9 estaciones y 5,8 km
- en común 9 estaciones y 6,3 km

La red tiene 103,1 km de líneas activas y 100 estaciones. Los trenes operan a velocidades hasta 80 km/h, que es la velocidad máxima en los metros alemanes. Las líneas funcionan generalmente entre las 4:15 y las 1:30, de 4:00 a 2:00 los fines de semana al ofrecer una mayor oferta para la noche muniquesa. En todas las líneas circulan los trenes con intervalos de 10 minutos, en las horas punta cada 5 minutos. Al inicio del servicio y después de medianoche los trenes circulan a intervalos de 20 minutos y por las noches de los fines de semana cada 30 minutos.
A excepción de las líneas U5 y U6, el resto cruzan la ciudad bajo tierra. La U5 solo sale al exterior al final de su recorrido, al llegar a la estación Neuperlach-Süd (S-Bahn). La U6 en el tramo del norte desde Studentenstadt (excepto Garching y Garching-Forschungszentrums estaciones y túneles).

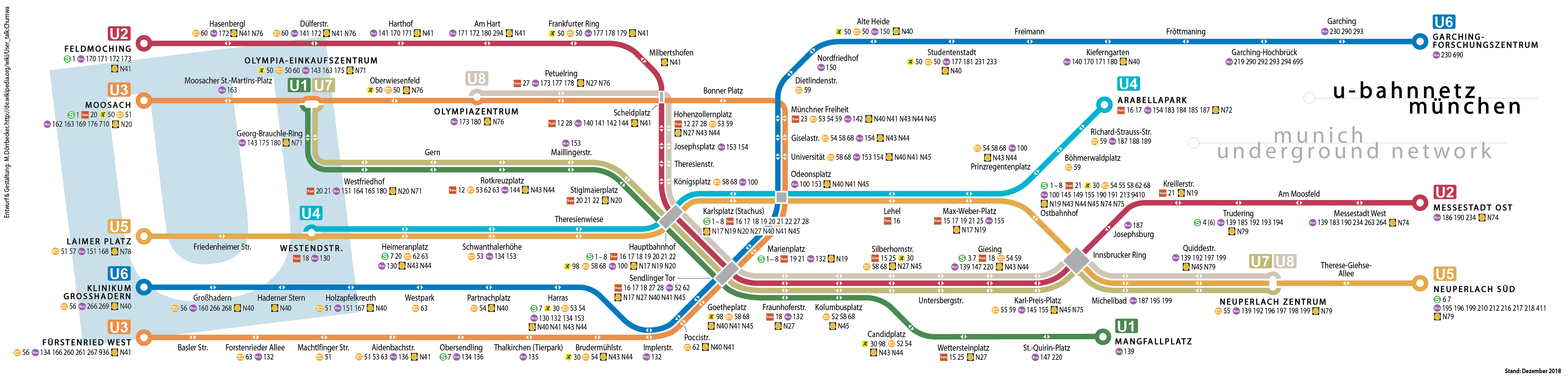
U-Bahn de Múnich 2008

Existieron dos líneas más:  y  que eran prácticamente una forma corta de las líneas  y  y que circulaban solamente en las horas de mayor demanda. De hecho, la  seguía el recorrido de la  entre las estaciones de "Rotkreuzplatz" y "Kolumbusplatz". Sin embargo, por circunstancias especiales continuaba el recorrido de la  hasta "Messestadt Ost" en vez de terminar en "Kolumbusplatz". La  estuvo algo más estandarizada; en las horas punta recorría las estaciones del este de la  desde "Neuperlach Zentrum" (excepto 3 veces que comenzaba en "Neuperlach Süd") y pasando por "Innsbrucker Ring" continuaba como  hasta "Harthof" y, en alguna ocasión (los viernes a partir de cierta hora), en la estación de "Scheidplatz" proseguía como U3 hasta "Olympiazentrum". Esta última () fue la línea original que conectaba Olympia Zentrum con Neuperlach-Süd (S-Bahn). Cabe destacar el caso especial de Neuperlach que, gracias a la  y sin ser una zona céntrica, recibía por sus estaciones 3 trenes (dos  y una ) cada 10 minutos en las horas punta.
- La línea U8 todavía existe aunque no aparezca en los planos: opera algunos días festivos y su recorrido es de los últimos años.

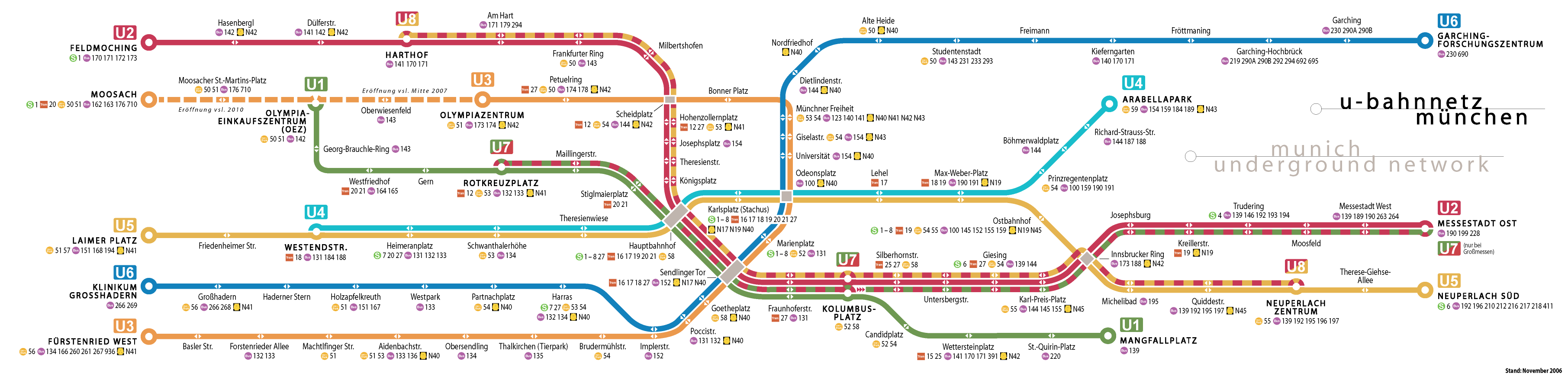
U-Bahn de Múnich 2006, todavía con U7 y U8

## Historia de la construcción
El 19 de octubre de 1971 abrió sus puertas al público el primer trayecto del metro de Múnich, diez meses antes del inicio de los juegos olímpicos. La tabla siguiente muestra el desarrollo cronológico del metro de Múnich:
| Inauguración            | Línea   | Trayecto                                                                          | Longitud |
| ----------------------- | ------- | --------------------------------------------------------------------------------- | -------- |
| 19 de octubre de 1971   | U6      | Kieferngarten - Goetheplatz                                                       | 12,0 km  |
| 8 de mayo de 1972       | U3      | Münchner Freiheit - Olympiazentrum                                                | 4,0 km   |
| 22 de noviembre de 1975 | U3 · U6 | Goetheplatz - Harras                                                              | 2,7 km   |
| 18 de octubre de 1980   | U2      | Scheidplatz - Neuperlach-Süd                                                      | 16,0 km  |
| 16 de abril de 1983     | Oeste   | Harras - Holzapfelkreuth                                                          | 2,7 km   |
| 28 de mayo de 1983      | Oeste   | Hauptbahnhof - Rotkreuzplatz                                                      | 3,3 km   |
| 10 de marzo de 1984     | U5      | Westendstraße - Karlsplatz (Stachus) (4,6 km) + conexión con la U6/3 (1,4 km)     | 6,0 km   |
| 1 de marzo de 1986      | U5      | Karlsplatz (Stachus) - Odeonsplatz                                                | 0,7 km   |
| 24 de marzo de 1988     | U5      | Westendstraße - Laimer Platz                                                      | 1,4 km   |
| 27 de octubre de 1988   | U4 · U5 | Odeonsplatz - Innsbrucker Ring (4,1 km) + Max-Weber-Platz - Arabellapark (3,6 km) | 7,7 km   |
| 28 de octubre de 1989   | Sur     | Implerstraße - Forstenrieder Allee                                                | 6,1 km   |
| 1 de junio de 1991      | Sur     | Forstenrieder Allee - Fürstenried-West                                            | 1,9 km   |
| 22 de mayo de 1993      | Sur     | Holzapfelkreuth - Klinikum Grosshadern                                            | 2,9 km   |
| 20 de noviembre de 1993 | Norte   | Scheidplatz - Dülferstraße                                                        | 5,0 km   |
| 30 de junio de 1994     | Norte   | Kieferngarten - Fröttmaning                                                       | 1,0 km   |
| 28 de octubre de 1995   | Norte   | Fröttmaning - Garching-Hochbrück                                                  | 3,8 km   |
| 26 de octubre de 1996   | Norte   | Dülferstraße - Feldmoching                                                        | 1,9 km   |
| 9 de noviembre de 1997  | Sur     | Kolumbusplatz - Mangfallplatz                                                     | 3,6 km   |
| 23 de mayo de 1998      | Oeste   | Rotkreuzplatz - Westfriedhof                                                      | 2,0 km   |
| 29 de mayo de 1999      | Este    | Innsbrucker Ring - Messestadt-Ost                                                 | 7,7 km   |
| 18 de octubre de 2003   | Oeste   | Westfriedhof - Georg-Brauchle-Ring                                                | 0,8 km   |
| 31 de octubre de 2004   | Oeste   | Georg-Brauchle-Ring - Olympia-Einkaufszentrum                                     | 0,5 km   |
| 14 de octubre de 2006   | Norte   | Garching-Hochbrück - Garching-Forschungszentrum                                   | 4,4 km   |
| 28 de octubre de 2007   | Norte   | Olympiazentrum - Olympia-Einkaufszentrum                                          | 2,2 km   |
| 11 de diciembre de 2010 | Norte   | Olympia-Einkaufszentrum - Moosach                                                 | 2,0 km   |

### Proyectos futuros

La mapa de la red después de la compleción del proyecto de las líneas U9 y U29.

En el 11 de febrero de 2014, un proyecto de expansión del metro de Múnich fue anunciado: la propuesta de la línea U9. Este línea reducirá la congestión en las estaciones Sedlinger Tor (U1/U2/U7/U8), Hauptbahnhof (U1/U2/U8, U4/U5, y el S-Bahn), y Odeonsplatz (U3/U6 y U4/U5); además, será posible para usar el metro entre Allianz Arena y Hauptbahnhof sin una transferencia en las estaciones Odeonsplatz o Marienplatz. La propuesta de la línea U9 fue aprobada en enero de 2018; tres estaciones a Elisabethplatz, Pinakotheken, y Esperantoplatz serán construidas como esta línea (en adición con nuevos andenes a Hauptbahnhof); las estaciones Implerstraße y Poccistraße serán reemplazadas con una nueva estación cerca del Südring. Cuando la línea U9 abra en la década de 2030, la línea U6 será discontinuada.

## Ampliaciones
También se ha hablado de otras posibles ampliaciones:
 SurAmpliación Mangfallplatz - Laurinplatz - Harlaching Hospital
 NorteAmpliación OEZ - Fasanerie (S-Bahn)
 OesteAmpliación Moosach (S-Bahn) - Waldhornstraße - Untermenzing (S-Bahn)
 NoresteAmpliación Arabellapark - Cosimapark - Fideliopark - Englschalking (S-Bahn)
 OesteAmpliación Laimer Platz - Willibaldstraße - Am Knie - Pasing Bf. (S-Bahn) 
 OesteAmpliación Untermenzing (S-Bahn) - Pasing (S-Bahn)
 SurAmpliación Klinikum Großhadern - Martinsried
 EsteAmpliación Messestadt-Ost - Feldkirchen (S-Bahn)
 EsteAmpliación Messestadt-Ost - Riem (S-Bahn) - Englschalking (S-Bahn)
Para conectar la estación Central con el estadio Arena de Múnich (Alianz Arena) existen dos posibles proyectos:
TúnelHauptbahnhof/Karlsplatz - Pinakotheken - Münchener Freiheit
de Harthof/Am Hart - Fröttmaning

## Fotos

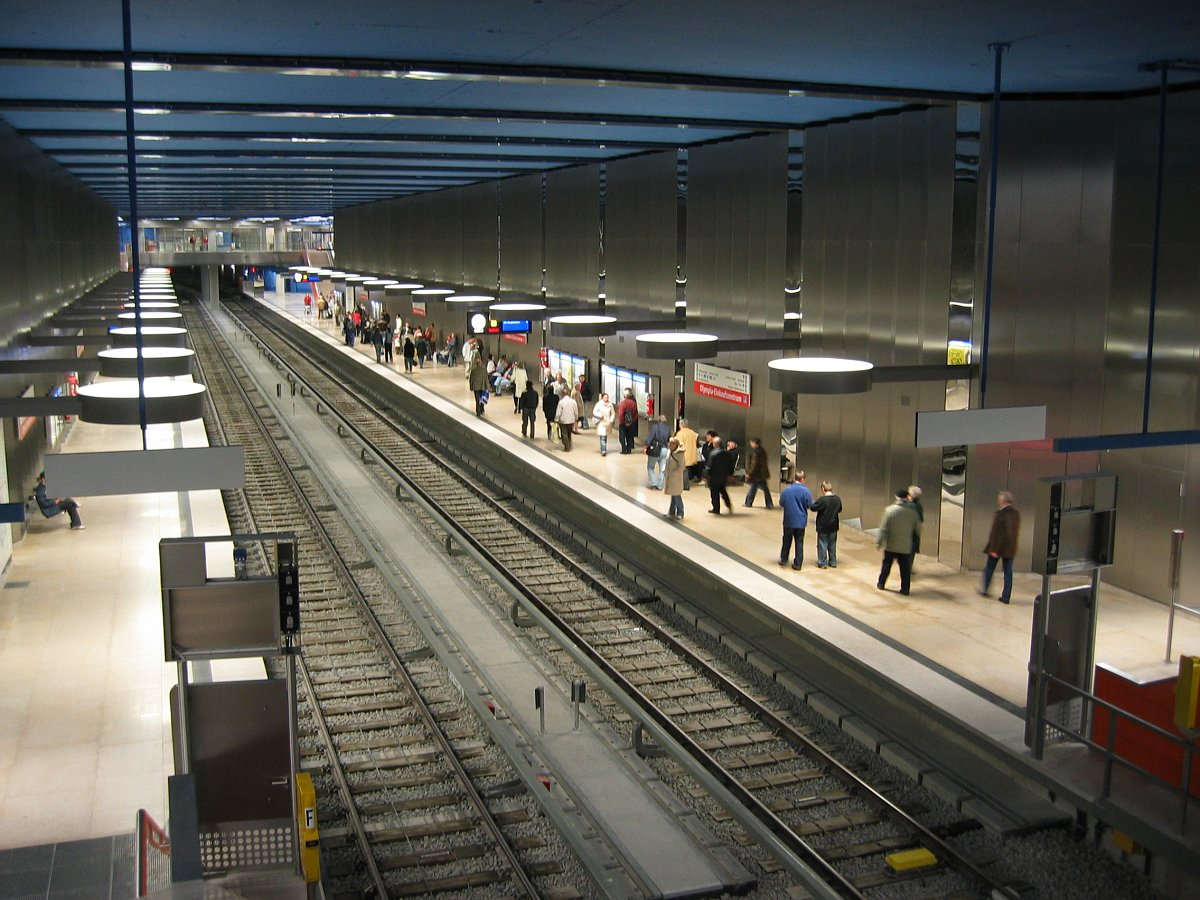
Centro comercial Olympia
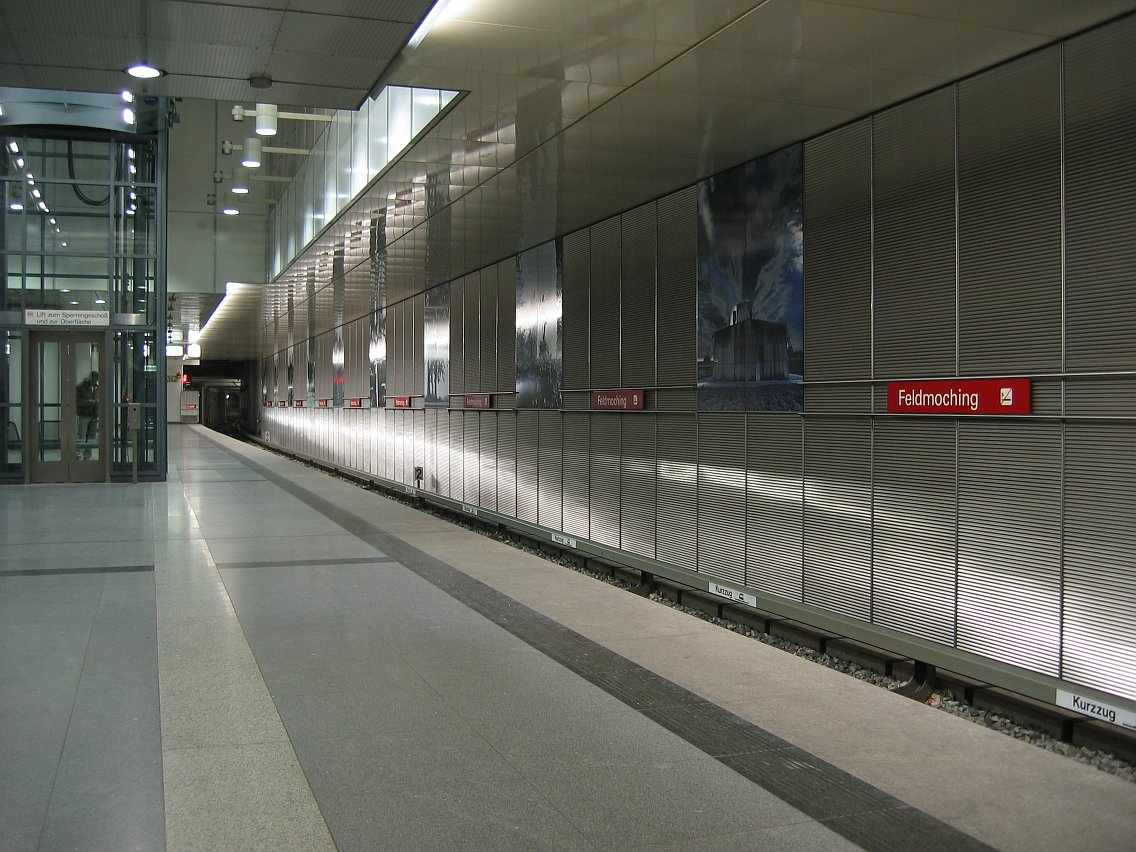
Feldmoching
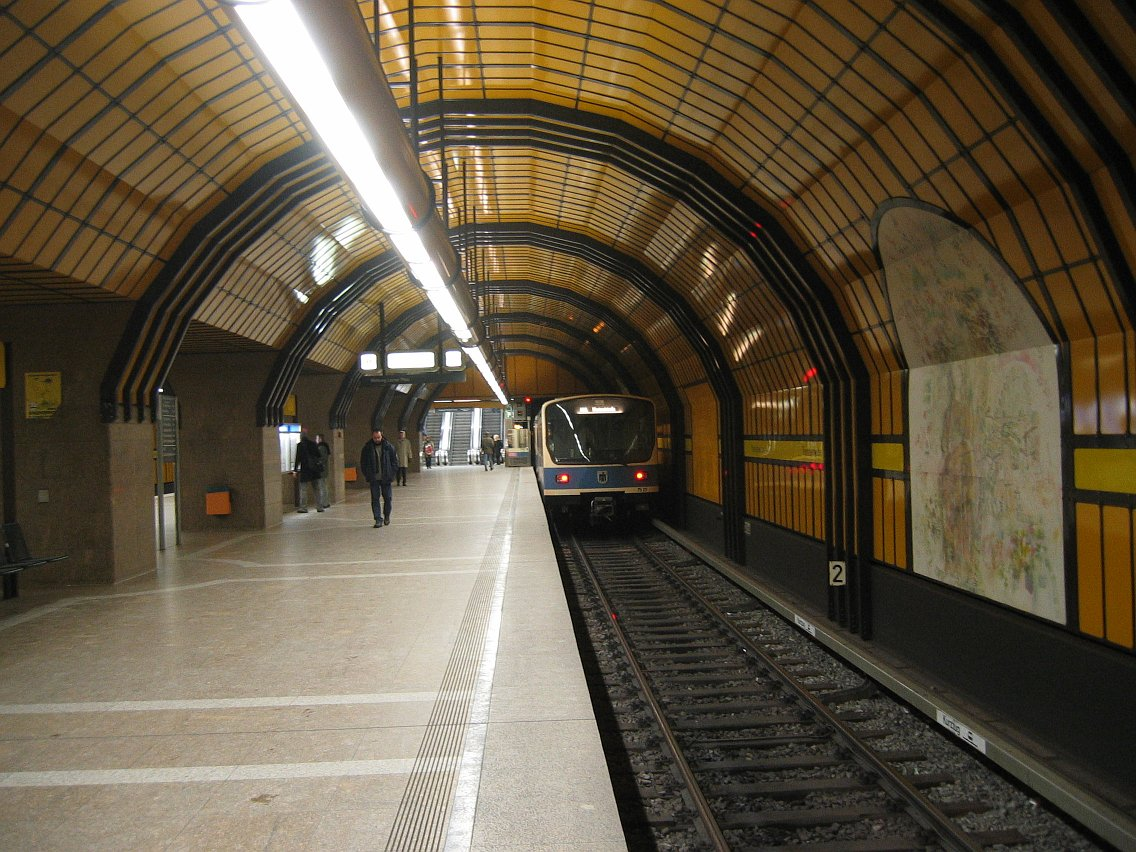
Estación de Theresienwiese
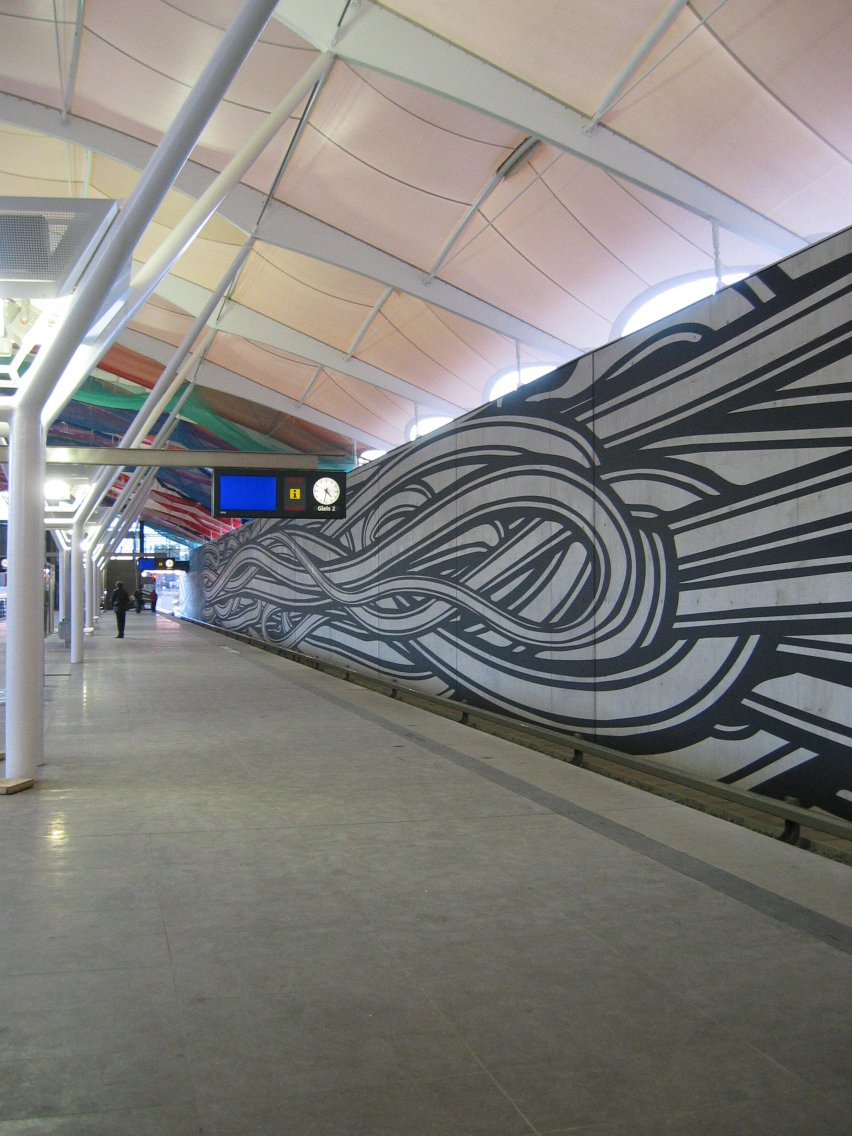
Fröttmaning